# Plus Nine Boys
Plus Nine Boys (hangul: 아홉수 소년; rr: Ahobsu Sonyeon) é uma telenovela sul-coreana exibida pela emissora tvN entre 29 de agosto a 11 de outubro de 2014, com um total de catorze episódios. É estrelada por Kim Young-kwang, Yook Sung-jae, Oh Jung-se e Choi Ro-woon. Seu enredo refere-se a quatro homens que enfrentam diferentes desafios no amor e trabalham à beira de uma nova década em suas vidas.

## Enredo
Existe uma crença coreana comum de que qualquer coisa além de nove (gu em coreano) é sempre "amaldiçoada" e traz mais dificuldades do que o habitual, incluindo o nono ano de cada década na vida de alguém.
Gu Kwang-soo (Oh Jung-se) tem 39 anos. Ele já foi o brilhante PD (diretor de produção) do principal programa de música ao vivo do país. Porém um incidente ocorre (baseado ao ocorrido em 2005 na MBC) e ele é transferido para um programa de perguntas e respostas de baixa audiência. Ele está desesperado para se casar, mas seu modo de vida viciado em trabalho, lhe deixa pouco tempo para namorar. Kwang-soo reencontra sua ex-namorada Joo Da-in (Yoo Da-in), que virou mãe solteira e se muda para o apartamento abaixo do seu. 
Kang Jin-goo (Kim Young-kwang) tem 29 anos. Ele trabalha para uma grande agência de viagens de férias e é seguro de si, bom em seu trabalho e popular entre as mulheres. Mas ele começa a ter que reavaliar todo o seu futuro, quando se apaixona pela primeira vez em sua vida por Ma Se-young (Kyung Soo-jin), que também é o interesse amoroso de seu melhor amigo.  
Kang Min-goo (Yook Sung-jae) tem 19 anos. Ele é um veterano do ensino médio e atleta de judô. Min-gu sonha em ir para a faculdade dos seus sonhos com uma bolsa de judô. Min-goo continua encontrando uma garota chamada Han Soo-ah (Park Cho-rong) por toda a cidade, mas não sabe que ela esconde alguns segredos. 
Kang Dong-goo (Choi Ro-woon) tem 9 anos. Ele é um ator infantil que se tornou famoso fazendo comerciais de alimentos. De repente, Dong-goo se sente ameaçado quando, durante uma audição de filme, perde o papel para um novo ator infantil rival. 

## Elenco

### Principal
- Oh Jung-se como Goo Kwang-soo
- Kim Young-kwang como Kang Jin-goo
- Yook Sung-jae como Kang Min-goo[5]
- Choi Ro-woon como Kang Dong-goo

### Pessoas ao redor de Kang Dong-goo
- Lee Chae-mi como Jang Baek-ji
- Park Ha-joon como Do Min-joon

### Pessoas ao redor de Kang Min-goo
- Park Cho-rong como Han Soo-ah[6]
- Oh Hee-joon como Nam Chang-hee
- Kim Min-ho como Wang Ki-chan

### Pessoas ao redor de Kang Jin-goo
- Kyung Soo-jin como Ma Se-young
- Kim Hyun-joon como Park Jae-bum
- Park Min-ha (Nine Muses) como Lee Go-eun
- Lee Jin-ho como Han Goo
- Kim Won-hae como Chefe de departamento Jo Won-hae
- Hwang Eun-jung como Im Boo-sun
- Hwang Tae-kwang como Kim Cha-jang
- Kim Mi-kyung como Goo Bok-ja

### Pessoas ao redor de Goo Kwang-soo
- Yoo Da-in como Joo Da-in
- Kim Kang-hyun como Young-hoon
- Kim Se-young como Eun-seo

### Participações especiais
- Kim Ye-won como apresentadora de programa de música e DJ de rádio (ep.1)
- Kim Jong-min como Junior (ep.2)
- Kim Ki-wook como comediante
- Park Na-rae como comediante
- Kim Shin-young como vítima de anos terminados em 9
- Park Hae-il como vítima de anos terminados em 9
- Sim Kwon-ho como vítima de anos terminados em 9
- Lee Kyung-ae como vítima de anos terminados em 9
- Lee Guk-joo como Kang Min-kyung
- Jun Hyun-moo como ele mesmo (ep.5)
- Subin como a garota do clube noturno (ep.5)
- Lee Se-young como Sun-ah
- Park Eun-ji como mulher do encontro as cegas (ep.7)
- Standing Egg como eles mesmos (ep.8)
- John Park como juiz de audição de dança (ep.8)
- Hwang Min-woo como rival de Kang Dong-goo na audição (ep.8)
- Kim Min-young como Jung Yeon
- Lee Jin-kwon como participante
- Park Hyuk-kwon como vidente

## Recepção
Na tabela abaixo, os números azuis representam as audiências mais baixas e os números vermelhos representam as audiências mais elevadas. Já a sigla — indica que o índice de audiência não tornou-se conhecido.
| Episódio | Data de transmissão    | Título                             | Audiência média |
| Episódio | Data de transmissão    | Título                             | AGB Nielsen     |
| Episódio | Data de transmissão    | Título                             | Em todo o país  |
| -------- | ---------------------- | ---------------------------------- | --------------- |
| 1        | 29 de agosto de 2014   | O Efeito do Terminado em Nove      | 1.08%           |
| 2        | 30 de agosto de 2014   | De Repente Um Dia                  | 0.85%           |
| 3        | 5 de setembro de 2014  | Faz Algum Tempo                    | 0.92%           |
| 4        | 6 de setembro de 2014  | Quando o Amor Encontra Você        | —               |
| 5        | 12 de setembro de 2014 | Garoto Mau                         | 0.82%           |
| 6        | 13 de setembro de 2014 | Nós Amamos Alienígenas             | —               |
| 7        | 19 de setembro de 2014 |                                    | 0.91%           |
| 8        | 20 de setembro de 2014 | Coisas Que Fazem os Homens Mudarem | 0.80%           |
| 9        | 26 de setembro de 2014 | As Histórias Das Garotas           | 1.04%           |
| 10       | 27 de setembro de 2014 | Celebrando Você                    | 1.03%           |
| 11       | 3 de outubro de 2014   | Um Segredo Que Eu Quero Contar     | 1.22%           |
| 12       | 4 de outubro de 2014   | Confie em Mim                      | 1.43%           |
| 13       | 10 de outubro de 2014  | Porque Eu Amo Você                 | 0.76%           |
| 14       | 11 de outubro de 2014  | Garotos Se Tornam Homens           | 0.69%           |
| Média    | Média                  | Média                              | 0.963%          |